# Congres van Verona

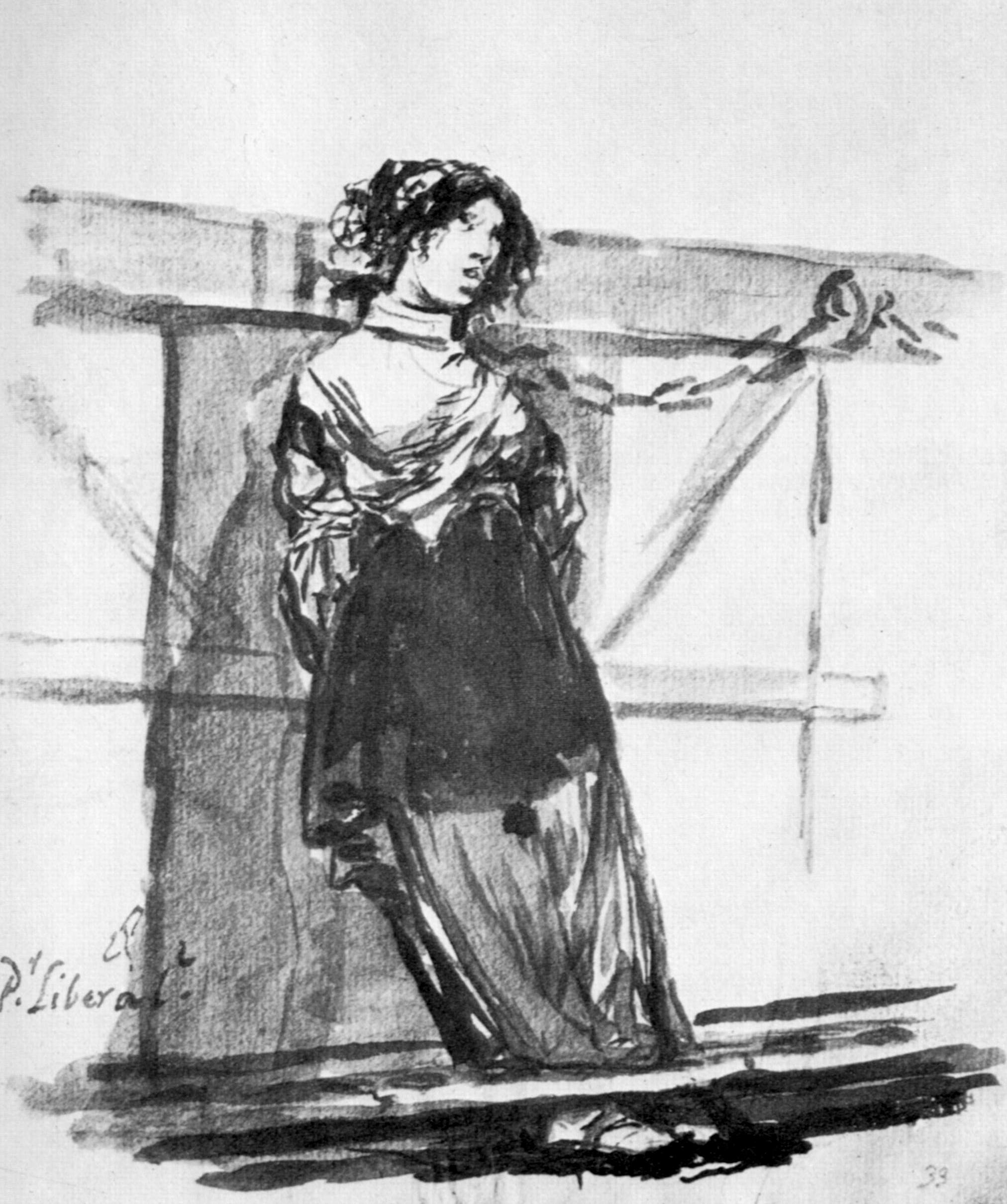
Onderdrukking van de liberalen in Spanje, Francisco Goya

Het Congres van Verona in 1822 was een vergadering tussen vier conservatieve Europese grootmachten - Rusland, Oostenrijk, Pruisen en Frankrijk - om de invoering van een liberale grondwet in Spanje tegen te houden. Het hieruit resulterende Verdrag van Verona zou Frankrijk toestemming geven om Spanje binnen te vallen met een leger van 95.000 man, met als doel de conservatieve koning Ferdinand VII te handhaven op de Spaanse troon en de principes voor de wijze waarop Europese landen bestuurd moesten worden formuleren, namelijk door middel van een absolute koning wiens macht zo min mogelijk beperkt moest worden door een parlement, een grote rol voor de Kerk in het landsbestuur, en de instelling van censuur om de verspreiding van dissidente (liberaal-democratische) ideeën tegen te gaan. Dit Verdrag van Verona is desalniettemin een fabel en heeft als zodanig nooit bestaan. Wel heeft deze fabel invloed gehad op de publieke opinie en het buitenlands beleid van de Verenigde Staten van Amerika Het Congres van Verona verwierp met kracht de staatkundige verworvenheden van de Franse Revolutie en het gedachtegoed van de Verlichting, en probeerde in feite de klok honderd jaar terug te zetten.

## Achtergrond: Heilige Alliantie streeft naar een conservatief Europa
Nadat Napoleon was verslagen, besloten de regeringen van Rusland, Oostenrijk en Pruisen tijdens de vredesbesprekingen in Wenen (1815) nauwe onderlinge banden aan te gaan. Zij verenigden zich in de zogenaamde Heilige Alliantie. De leiders van de drie landen (tsaar Alexander I van Rusland, keizer Frans II van Oostenrijk en koning Frederik Willem III van Pruisen) verafschuwden de verworvenheden van de Franse Revolutie en droomden van een Europa waar in elk land het gezag van Kerk en Koning in steen gebeiteld was. Binnen dit Europese "concert der naties" was volgens de Heilige Alliantie geen plaats voor democratische vrijheden, nationalistisch separatisme of een liberaal gedachtegoed. Een nieuwe democratische revolutie moest tot elke prijs voorkomen worden. Toen in Frankrijk de conservatieve Bourbon-monarchie stevig in het zadel zat, trad ook dat land toe tot de Heilige Alliantie (1818).

## De congressen van de Heilige Alliantie

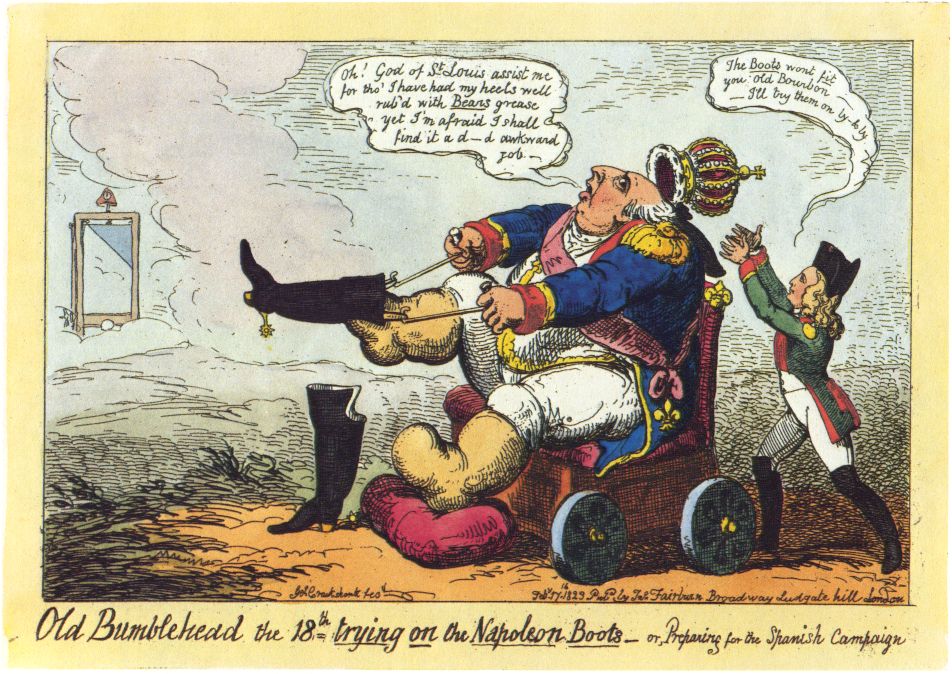
Britse karikatuur van de Franse invasie in Spanje, waarover de grootmachten hadden besloten tijdens het Congres van Verona. Met een guillotine op de achtergrond probeert de Franse koning Lodewijk XVIII de generaalslaarzen van Napoleon aan te trekken. Mocht het Franse leger falen, dan staat Napoleon II klaar om de kroon over te nemen. Gepubliceerd op 17 februari 1823.

De Heilige Alliantie kwam na 1815 verschillende keren bijeen om de restauratie van de absolute monarchie als staatsvorm op het Europese vasteland vorm te geven. In 1819 besloten de landen om gezamenlijk de persvrijheid aan banden te leggen; ook universiteiten kwamen onder verscherpt toezicht om de verspreiding van radicale ideeën te voorkomen - de vrijheid van vereniging en vergadering werd hierdoor de facto afgeschaft (decreten van Karlsbad). (Illustratief voor de brede verspreiding van deze conservatieve ideeën in Europa, is artikel 227 van de Nederlandse Grondwet van 1815, die in het koninkrijk van Willem I een zeer beperkte mate van persvrijheid toestond.)  Belangrijker nog was het onderdrukken van het liberaal-democratisch gedachtegoed, dat in de periode voor en tijdens Napoleon succesvol was geëxporteerd naar de landen die Frankrijk had veroverd. In veel van die landen waren sterke maatschappelijke stromingen actief die ernaar streefden om de liberale "Franse" grondwetten te handhaven.
Een van deze landen was het koninkrijk Napels-Sicilië. Onder Napoleon was dit land een Franse satellietstaat, die werd bestuurd door Joachim Murat, een van Napoleons meest prominente generaals. Murat had in 1812 een democratische grondwet ingevoerd, die fundamentele mensenrechten garandeerde, een scheiding tussen Kerk en Staat instelde, en vergaande democratische hervormingen bevatte. Na de nederlaag van Napoleon kwam de zwakke Bourbon-koning Ferdinand I weer terug op de troon. Hij herstelde de oude privileges van kerk en adel. Hierop ontstond een massale onrust (Carbonari) onder de bevolking van Napels en Sicilië, die inmiddels gewend was aan de democratische hervormingen die waren gevolgd op de overwinningen van de Franse revolutionaire legers in Italië, twintig jaar daarvoor. In 1820 mondden de onlusten uit in een burgeroorlog, waarin de positie van Ferdinand I wankelde. In de Pauselijke Staat ontstond een soortgelijke protestbeweging en ook daar slaagde het conservatieve regime van paus Pius VII er niet in om de opstand van de zogenaamde liberale Carbonari te bedwingen. De drie landen van de Heilige Alliantie besloten tijdens twee congressen (van Troppau in 1820 en van Laibach in 1821) om in te grijpen. Oostenrijk stuurde een groot leger naar de pauselijke staat en Napels en herstelde zodoende het gezag van de paus en Ferdinand I (zie ook artikel 3 van het verdrag hieronder).

## Verdrag van Verona als reactie op een liberale opstand in Spanje

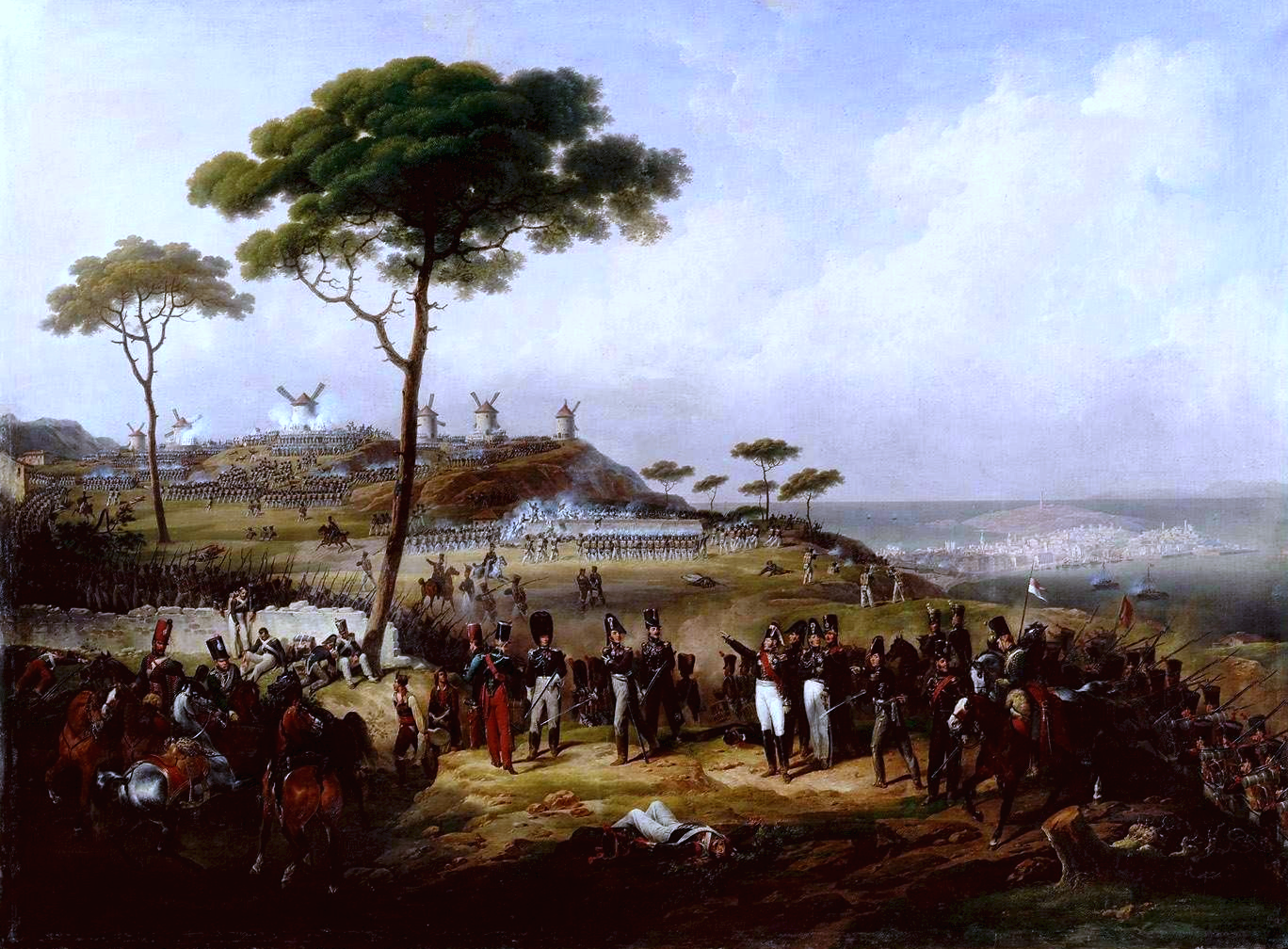
Franse inname van La Coruña (5 juli 1823), schilderij van Hippolyte Lecomte, 1857

Nog bedreigender voor het "concert der naties" waren de onlusten in Spanje. Ook hier was een grondwet de steen des aanstoots. Vanaf 1808 was er, onder druk van de Napoleontische veroveringen in Europa, binnen de Spaanse Staten-Generaal (de Cortes) een beweging ontstaan die een liberale grondwet voorbereidde, geschoeid op de principes van de Franse Revolutie. Toen Napoleon Spanje vervolgens veroverde, was deze "Grondwet van Cádiz" al bijna afgerond. In 1812 voerde het Franse bestuur deze grondwet ook daadwerkelijk in. Hiermee werd Spanje een constitutionele monarchie met een scheiding der machten. Ook werd het principe van volksvertegenwoordiging via verkiezingen grondwettelijk verankerd, net als de persvrijheid en vrijheid van onderwijs.
Na de nederlagen van Napoleon schafte de teruggekomen Spaanse koning Ferdinand VII de Grondwet van Cádiz direct af. Ferdinand ontpopte zich tot een incompetente en corrupte monarch, waardoor er onder brede lagen van de Spaanse bevolking een volksbeweging ontstond die de herinvoering van de Grondwet van 1812 eiste. Een militaire putsch op 7 maart 1820 dwong Ferdinand VII alsnog tot de invoering van deze Grondwet van Cádiz. Toen Ferdinand twee jaar later gevangen werd gezet, was voor de leden van de Heilige Alliantie de maat vol. De parallellen met de Franse Revolutie (toen Lodewijk XVI twee jaar na de invoering van de Grondwet van 1789 was afgezet) waren te bedreigend om te negeren.
In oktober 1822 kwamen Frankrijk, Rusland, Oostenrijk en Pruisen in de Italiaanse stad Verona bijeen om over de Spaanse situatie te vergaderen (Congres van Verona). Besloten werd dat de oude orde zo snel mogelijk hersteld moest worden. Binnen het Europese concert der staten mochten liberale en anti-klerikale geluiden geen kans krijgen. Het risico op verspreiding van deze ideeën naar het hart van Europa was te groot. Oostenrijk en Rusland beloofden daarom een jaarlijkse subsidie van 20 miljoen frank aan de Franse koning Lodewijk XVIII voor een expeditie tegen Spanje (artikelen 4 en 5 van het Verdrag). In mei 1823 viel Frankrijk Spanje daadwerkelijk binnen met een leger van 95.000 man. In een serie veldslagen (onder meer de Slag om Trocadero, de bombardementen van Cádiz en La Coruña, en ten slotte de inname van Barcelona in november 1823) werd het gezag van Ferdinand I hersteld. Ferdinand schafte de grondwet onmiddellijk af, waarna een periode van repressie startte die tienduizenden mensen het leven kostte, en die in de Spaanse geschiedschrijving bekendstaat als Decada Ominosa (afschuwelijk decennium).

## Gevolgen
De liberale grondwetten, die als een erfenis beschouwd kunnen worden van de Franse Revolutie en Napoleontische overheersing van Europa, oefenden overduidelijk een grote aantrekkingskracht uit op brede bevolkingsgroepen in diverse delen van Europa. De Heilige Alliantie sloeg de deur echter resoluut dicht voor deze roep om hervorming. In de visie van de Heilige Alliantie, schatplichtig aan Jacques-Bénigne Bossuet, moesten landen geleid worden door vorsten die regeerden met een door God gegeven recht (droit divin). Vorsten gingen een symbiotische relatie aan met de kerkelijke organisaties in hun land om een sociale harmonie te handhaven. Volksvertegenwoordigingen verdwenen niet, maar speelden een rol langs de zijlijn, omdat zij geen tegenwicht konden bieden aan de macht van de koning. Dissidente geluiden werden gemuilkorfd door censuur en een scherp toezicht op universiteiten.
De Heilige Alliantie was bereid om brute kracht in te zetten bij het handhaven van hun conservatieve principes. Het Verdrag van Laibach (1821) gaf het groene licht voor een Oostenrijkse invasie in Italië, het Verdrag van Verona (1822) fiatteerde de Franse invasie in Spanje, een jaar later. In beide gevallen was het doel de invoering van liberale grondwetten te blokkeren. Engeland, dat wel een liberale regering had, toonde zich ongeïnteresseerd in het verdedigen van de liberale principes op het vasteland.
De Verdragen van Laibach en Verona maakten ook duidelijk dat er weinig tolerantie was voor opkomend nationalisme. De mogendheden Pruisen, Rusland en Oostenrijk hadden na het Verdrag van Wenen de Poolse deling opnieuw bekrachtigd. Voor deze drie Mogendheden gold dat principes als volkssoevereiniteit, die een platform konden bieden aan Pools nationalisme, maar een zeer beperkte ruimte kregen. Mede om die reden aarzelden de Mogendheden zeer lang om de Griekse onafhankelijkheidsbeweging te steunen (zie artikel I hieronder). In 1822 had een grote opstand tegen de Ottomaanse overheersing geleid tot de instelling van een parlement in Epidaurus, maar de onafhankelijkheid werd pas een feit in 1830, toen Frankrijk, Rusland en Engeland de Griekse onafhankelijkheid militair gingen steunen.
Gedurende de jaren 1820 hielden de principes van het Verdrag van Verona in grote delen van Europa stand, maar konden zij niet voorkomen dat liberale grondwetten werden geëxporteerd. Zo was de grondwet van Cádiz na de Franse interventie in Spanje weliswaar afgeschaft, maar leefde deze voort als blauwdruk voor de grondwetten van Portugal (1822), Mexico en verschillende Zuid-Amerikaanse staten die gedurende de jaren 1820 onafhankelijk werden. De bladmuziek waarmee het Verdrag van Verona het "concert der naties" na 1822 dirigeerde kreeg een eerste valse noot tijdens de Julirevolutie van 1830, toen in Frankrijk een constitutionele monarchie werd ingevoerd. Ook de Belgische Opstand van 1830, die resulteerde in een constitutionele monarchie onder een redelijk liberale Belgische grondwet, was een grote nederlaag voor de principes van Verona. Een verdere aftakeling volgde in 1848, toen in veel Europese staten liberale grondwetten werden bekrachtigd.

## Verdrag van Verona (vertaling)
Het Verdrag van Verona is een fabel en heeft als zodanig nooit bestaan. Het Verdrag heeft desalniettemin wel invloed gehad op de publieke opinie en het buitenlands beleid van de Verenigde Staten van Amerika.
1. De hoge verdragsluitende Mogendheden zijn ervan overtuigd dat een systeem van een representatieve regering onverenigbaar is met de monarchale beginselen, net zoals het principe van volkssoevereiniteit onverenigbaar is met dat van het droit divin. Daarom beloven de Mogendheden elkaar te steunen bij het beëindigen van een systeem van representatieve regeringen, in welk land van Europa deze ook moge bestaan. Ook zullen de Mogendheden elkaar steunen om te voorkomen dat een representatieve regering wordt ingevoerd, in landen waar dit systeem heden onbekend is.
2. Persvrijheid is het krachtigste wapen dat zogenaamde aanhangers van de rechten van naties gebruiken tegen hun vorsten. Daarom beloven de Mogendheden elkaar wederzijds te steunen om op alle mogelijke manieren de persvrijheid aan banden te leggen, en dat niet alleen in hun eigen land, maar ook in de rest van Europa.
3. De bescherming van godsdienst draagt op de meest krachtige manier bij aan de gehoorzaamheid van volkeren aan hun vorsten. Daarom verklaren de Mogendheden om de geestelijkheid te steunen in het behoud en de uitbreiding van hun privileges, omdat deze nauw verbonden zijn met het behoud van het gezag van de vorsten. De Mogendheden bedanken gezamenlijk de Paus voor zijn reeds gegeven hulp en vragen zijn voortdurende samenwerking om de Volkeren trouw te laten blijven aan hun vorsten.
4. De situatie van Spanje en Portugal verenigt ongelukkigerwijze alle omstandigheden waar dit Verdrag speciaal naar verwijst. De Mogendheden vertrouwen aan Frankrijk de zorg toe om de situatie in Spanje volgens de bepalingen van dit verdrag in te dammen, op een dusdanige wijze dat sociale onrust in zowel Spanje als Frankrijk zo veel mogelijk wordt voorkomen. Frankrijk krijgt voor het treffen van passende maatregelen een jaarlijkse subsidie van Oostenrijk en Rusland van 20 miljoen franc, vanaf de ratificatie van dit verdrag tot en met het eind van de oorlog in Spanje.
5. Om op het [Iberisch] schiereiland de status quo te herstellen die bestond voor de revolutie van Cádiz, en om de volledige uitvoering van de bepalingen in dit verdrag te garanderen, geven de Mogendheden elkaar de wederzijdse bevestiging dat zij zowel in hun binnenlands beleid als in hun buitenlands beleid maatregelen treffen die het vervullen van de bepalingen van dit verdrag garanderen.
6. Dit verdrag zal worden herzien als nieuwe omstandigheden hiertoe aanleiding geven. Dit kan geschieden door een nieuw congres, of via een gerechtshof van een van de Mogendheden, zodra de oorlog met Spanje beëindigd wordt.
7. Dit verdrag zal worden bekrachtigd en de ratificaties worden uitgewisseld in Parijs binnen een tijdsbestek van zes maanden.

Getekend in Verona, 22 november 1822, voor Oostenrijk: METTERNICH, voor Frankrijk: CHATEAUBRIAND, voor Pruisen: BERNSTORFF, voor Rusland: NESSELRODE